# Cyrestis paulinus
Cyrestis paulinus är en fjäril som beskrevs 1860 av Cajetan och Rudolf Felder. Arten ingår i släktet Cyrestis och familjen praktfjärilar. Arten förekommer i Malajiska arkipelagen i Oceanien.

## Underarter
Enligt GBIF
- Cyrestis paulinus giloloensis Lathy, 1904
- Cyrestis paulinus kransi Jurriaanse, 1920
- Cyrestis paulinus kuhni Röber, 1886
- Cyrestis paulinus mantilus Staudinger
- Cyrestis paulinus paulinus
- Cyrestis paulinus seneca Wallace, 1869
- Cyrestis paulinus waigeuensis Fruhstorfer, 1900